# Appio Claudio Pulcro (console 185 a.C.)
Appio Claudio Pulcro  (latino: Appius Claudius Pulcher; fl. II secolo a.C.) è stato un politico e console romano.

## Biografia
Figlio del personaggio omonimo, console nel 212 a.C., dal 197 a.C. e per tre anni fu tribuno militare sotto il comando di Flaminino durante la guerra contro Filippo V di Macedonia.
Nel 187 a.C. fu pretore a Taranto. Nel 185 a.C. fu eletto console con Marco Sempronio Tuditano; il consolato fu caratterizzato dalla guerra in Liguria; Pulcro sconfisse gli Ingauni, mentre il collega assoggettò gli Apuani. Forte del successo militare ottenuto e grazie a violente interferenze durante i comizi, appoggiò e riuscì a far eleggere console il fratello Publio.
Nel 184 a.C., mentre si stava preparando una nuova guerra contro Filippo, fu mandato a capo di una ambasciata in Grecia, sia per osservare i movimenti di Filippo, sia per convincere le città alleate dei macedoni a rompere i rapporti e a cambiare fronte.
Nel 176 a.C. fece parte dell'ambasciata presso gli Etoli, che aveva lo scopo di dirimere le loro dispute interne, così da opporsi alle minacce di Perseo.